# Robert Breer
Robert Breer (* 30. September 1926 in Detroit, Michigan; † 11. August 2011 in Tucson, Arizona) war ein US-amerikanischer Filmemacher und bildender Künstler, dessen experimentelle Animationsfilme als Klassiker des amerikanischen Avantgardefilms gelten. Breer begann seine künstlerische Laufbahn als Maler und Bildhauer in Paris, bevor er sich dem Film zuwandte. Seine ersten Filme produzierte Breer Anfang der 1950er Jahre, bis 2003 entstanden mehr als 40 Kurzfilme.

## Biografie
Robert Breer wuchs in Detroit auf. Sein Vater war ein erfolgreicher Ingenieur und Erfinder, der unter anderem den Chrysler Airflow entwickelt hatte. Robert Breer wollte zunächst in die Fußstapfen seines Vaters treten und begann 1943 ein Ingenieursstudium an der Stanford University in Kalifornien, entschied sich dann aber für ein Kunststudium. Unterbrochen durch einen zweijährigen Militärdienst beendete Breer sein Studium im Jahr 1949 in Stanford.
Breer ging nach Paris, wo er an der Académie de la Grande Chaumière und bei Ossip Zadkine seine Ausbildung als Maler und Bildhauer fortsetzte. Breer malte im Stil der geometrischen Abstraktion, zu seinen künstlerischen Vorbildern zählten Victor Vasarely und Piet Mondrian, dessen Arbeiten er in Stanford kennengelernt hatte. Breers Werke wurden in der Galerie von Denise René ausgestellt, wo er die Filme der Avantgardisten Hans Richter, Walter Ruttmann und Fernand Léger für sich entdeckte.
Breer begann mit bewegten Bildern zu experimentieren. Einerseits gestaltete er Folioskope, eine Art Daumenkino, und Mutoskope, die bei Denise René ausgestellt wurden, andererseits kreierte er erste experimentelle Kurzfilme, die in der Cinémathèque française aufgeführt wurden. In seinen zwischen 1952 und 1954 entstandenen Filmen der Form-Phases-Reihe wurden in Anlehnung an den absoluten Film geometrische Figuren durch Einzelfotografien scheinbar in Bewegung gesetzt. Dem stellte er 1954 in Image by Images eine Serie von 240 zusammenhanglosen Einzelbildern gegenüber, die in einer zehnsekündigen Schleife projiziert wurden. In den folgenden Jahren erstellte Breer weitere Kurzfilme als nicht-narrative Collagen von Einzelbildern, Zeichnungen und kurzen Realfilmsequenzen, unter anderem 1956 Recreation, der dadaistisch gehalten war. Der schnelle Wechsel von Bildern und Motiven wurde als „retinale Collage“ bezeichnet.
1957 gestaltete Breer mit A Man and His Dog Out for Air erstmals einen Film, der von ihm vollständig gezeichnet wurde. Die in Stichzeichnung gehaltenen Bilder wurden neben der Collage zu Breers bevorzugter Animationstechnik. Als Zeichenunterlage benutzte er hauptsächlich Karteikarten im Format 4x6 Zoll. Breers Linienführung wurde dabei oft mit Paul Klees Zeichnungen verglichen. A Man and His Dog Out for Air wurde in New York als Vorfilm zu Alain Resnais’ Letztes Jahr in Marienbad über mehrere Monate vorgeführt.
1959 verließ Robert Breer Paris und ließ sich in New York nieder. Dort nahm er Kontakt mit der Pop-Art-Szene auf und arbeitete mit Künstlern wie Claes Oldenburg zusammen. Breer gab die Malerei endgültig auf, beteiligte sich aber an Happenings und experimentierte als Bildhauer mit kinetischer Kunst. 1960 entstand der Dokumentarfilm Homage to Jean Tinguely’s ‚Homage to New York‘, in dem Breer sich mit Jean Tinguelys Objektkunst auseinandersetzte. 1964 arbeitete Breer mit dem deutschen Komponisten Karlheinz Stockhausen zusammen. Sein im Collagestil gefertigter Film Fist Fight war Bestandteil der New Yorker Aufführungen von Stockhausens Originale. Mit 66 löste sich Breer 1966 von seinen „retinalen Collagen“ und schuf einen abstrakten Animationsfilm, dessen Stil in den folgenden Jahren mit 69, 70 und 77 weiterentwickelt wurde.
1970 war Robert Breer an der Gestaltung des Pepsi-Cola Pavillon bei der Expo ’70 in Osaka beteiligt und stellte dort lebensgroße bewegliche Skulpturen, sogenannte Floats, aus. Seine Erfahrungen in Japan verarbeitete er 1974 in dem Film Fuji, in dem er Filmaufnahmen einer Zugfahrt mit animierten Sequenzen verband. Für die Animation verwendete Breer das bereits in den 1910er Jahren entwickelte Rotoskopie-Verfahren. Fuji wurde 2002 in das National Film Registry als ein besonders erhaltenswerter US-amerikanischer Film aufgenommen.
In den folgenden Jahren experimentierte Robert Breer mit verschiedensten Animationsstilen und Materialien für seine Filme. Für den 1978 veröffentlichten Kurzfilm LMNO, eine Hommage an den Zeichentrickfilmpionier Émile Cohl, verwendete er unter anderem Bleistifte und Sprühfarben als Zeichenmaterialien. In Swiss Army Knife with Rats and Pigeons von 1980 kombinierte Breer erneut Animationen mit Realfilmaufnahmen eines Schweizer Taschenmessers. 1988 arbeitete er zusammen mit dem Fotografen William Wegman an dem Musikvideo zu Blue Monday 88 der britischen New-Wave-Band New Order.
Neben seiner Arbeit als Filmemacher und Bildhauer war Breer seit den frühen 1970er Jahren auch als Dozent an der Cooper Union tätig. Seinen letzten Film, What Goes Up, vollendete Robert Breer 2003. Er starb am 11. August 2011 in Tucson, Arizona, wo er seine letzten Lebensjahre verbracht hatte. Robert Breer war zweimal verheiratet. Er hatte fünf Töchter. Seine Tochter Emily Breer ist ebenfalls als Filmemacherin und Animatorin tätig, seine Tochter Sabelle Breer ist eine erfolgreiche Songwriterin.
Robert Breer wurde 1987 von dem American Film Institute mit dem Maya Deren Award für sein Lebenswerk als unabhängiger Filmemacher ausgezeichnet. Seine Filme sind heute in verschiedenen Filmmuseen zugänglich, unter anderem im Museum of Modern Art. Die von Jonas Mekas, Jerome Hill, P. Adams Sitney, Peter Kubelka und Stan Brakhage gegründeten Anthology Film Archives nahmen bereits Anfang der 1970er Jahre seine Filme in ihre repräsentative Sammlung von Filmkunstwerken (The Essential Cinema Repertory) auf. Eine umfassende Retrospektive von Breers gesamtem künstlerischen Wirken wurde zwei Monate vor seinem Tod im Baltic Centre for Contemporary Art in Gateshead eröffnet, sie wird von Oktober 2011 bis Januar 2012 im Basler Museum Tinguely gezeigt.

## Filmografie
| - 1952: Form Phases - 1953: Form Phases II - 1953: Form Phases III - 1954: Form Phases IV - 1954: Image by Images I - 1954: Un miracle - 1955: Image by Images II - 1955: Image by Images III - 1955: Image by Images IV - 1956: Motion Pictures - 1956: Cats - 1956: Recreation I - 1956: Recreation II - 1957: Jamestown Baloos - 1957: A Man and His Dog Out for Air - 1958: Par avion - 1959: Eyewash - 1960: Homage to Jean Tinguely’s ‚Homage to New York‘ - 1960: Inner and Outer Space - 1961: Blazes - 1962: Horse Over Tea Kettle | - 1962: Pat’s Birthday - 1963: Breathing - 1964: Fist Fight - 1966: 66 - 1968: 69 - 1968: PBL #2 - 1970: 70 - 1972: Gulls and Buoys - 1974: Fuji - 1976: Rubber Cement - 1977: 77 - 1978: LMNO - 1979: T.Z. - 1980: Swiss Army Knife with Rats and Pigeons - 1982: Trial Balloons - 1986: Bang! - 1989: A Frog on the Swing - 1993: Sparkill Ave! - 1997: Time Flies - 2000: Atoz - 2003: What Goes Up |